# Туполев, Алексей Андреевич
Алексе́й Андре́евич Ту́полев (20 мая 1925 года, Москва — 12 мая 2001 года, там же) — советский авиаконструктор, академик Российской академии наук, Герой Социалистического Труда (1972), доктор технических наук (1963), профессор (1964).
Продолжил развитие первого сверхзвукового пассажирского реактивного самолёта Ту-144. Участвовал в проектировании МТКК «Буран».

## Этапы биографии

### Детство
Родился 20 мая 1925 года в Москве в семье авиаконструктора А. Н. Туполева.
Во время Великой Отечественной войны с родителями, ещё не окончив средней школы, был эвакуирован в Омск. В 1942 году окончил среднюю школу.

### Дальнейшая жизнь

Могила А. А. Туполева на Новодевичьем кладбище. 2021

С 1942 года по 1949 год А. А. Туполев работал в опытном КБ своего отца Андрея Туполева в должности конструктора завода. Первой конструкторской работой Алексея Андреевича стала хвостовая деревянная законцовка фюзеляжа самолёта Ту-2, которую использовали в серийном производстве для экономии металла в годы Великой Отечественной войны.
В 1949 году окончил Московский авиационный институт им. С. Орджоникидзе, с этого момента работал в должности ведущего конструктора, а с 1963 по 1973 год — главного конструктора завода и заместителя генерального конструктора ОКБ.
В 1961 году у Алексея Андреевича родился сын — Андрей Алексеевич Туполев.
В 1973 году стал генеральным конструктором.
Член Главной редколлегии информационных изданий ВИНИТИ.
Скончался 12 мая 2001 года, похоронен в Москве, на Новодевичьем кладбище.

## Общественная деятельность
Избирался от БАССР в Верховный Совет СССР. Депутат Верховного Совета СССР — Совета Национальностей от РСФСР по Башкирской АССР, (1975—1979, Орджоникидзевский избирательный округ № 504; 1980—1985, Ишимбайский избирательный округ № 509).
Участник избирательного блока Тихонов—Туполев—Тихонов на выборах в Госдуму в 1995 году. Блок набрал 0,15 % и в Думу не прошел.

## Научная карьера
- 1949 — окончил Московский авиационный институт им. Серго Орджоникидзе;
- 1953 — защитил диссертацию на соискание учёной степени кандидата технических наук (научный руководитель — С. И. Зоншайн);
- 1963 — учёная степень доктора технических наук за научные труды по новым летательным аппаратам;
- 1978—1985 — заведующий кафедрой «Аэродинамика и конструкция летательных аппаратов» Московского авиационного технологического института им. К. Э. Циолковского;[2];
- 15 марта 1979 года избран членом-корреспондентом АН СССР по Отделению механики и процессов управления по специальности «Самолётостроение».
- 26 декабря 1984 года избран академиком АН СССР по Отделению механики и процессов управления по специальности «Машиностроение, в том числе транспортное машиностроение».

Автор ряда трудов по аэродинамической компоновке сверхзвуковых пассажирских самолётов и авиационной эргономике.

## Известные проекты
- Ту-134
- Ту-144
- Ту-154
- Ту-160
- Ту-204
- МТКК «Буран»
- Ту-16 — проработка компоновки самолёта с двумя ТРД
- Ту-123
- Ту-142ЛЛ
- Ту-139

## Награды и премии
- Герой Социалистического Труда (1972)
- Лауреат Ленинской премии (1980)
- Лауреат Государственной премии СССР (1967)
- Награждён тремя орденами Ленина
- орден Окт. Революции 1989г
- Награждён орденами Трудового Красного Знамени, «Знак Почёта»
- Премия имени А. Н. Туполева (совместно с Л. А. Лановским, Г. А. Павловцом, за 2000 год) — за комплекс научно-исследовательских и опытно-конструкторских работ по созданию высокоэффективного среднемагистрального самолёта Ту-204